# Chris Mackintosh
Charles Ernest Whistler Christopher „Chris” Mackintosh (ur. 31 października 1903 w Heidelbergu, zm. 12 stycznia 1974 w Haddington) – brytyjski narciarz alpejski, lekkoatleta, tenisista i bobsleista, olimpijczyk, złoty medalista bobslejowych mistrzostw świata, reprezentant Szkocji w rugby union.

## Kariera
Największy sukces w karierze osiągnął w 1938 roku, kiedy reprezentacja Wielkiej Brytanii w składzie: Frederick McEvoy, David Looker, Charles Green i Chris Mackintosh zwyciężyła w czwórkach podczas mistrzostw świata w Garmisch-Partenkirchen. Był to jednak jego jedyny medal wywalczony na międzynarodowej imprezie tej rangi.
Poza bobslejami Mackintosh uprawiał między innymi lekkoatletykę, specjalizując się w skoku w dal. W 1924 roku wystartował na igrzyskach olimpijskich w Paryżu, zajmując szóste miejsce.
Dla reprezentacji Szkocji rozegrał jako skrzydłowy jedno spotkanie w ramach Pucharu Pięciu Narodów 1924.
Jego dzieci: Sheena Mackintosh, Vora Mackintosh, Charlach Mackintosh i Douglas Mackintosh uprawiały narciarstwo alpejskie.